# أي ماي مي
أي ماي مي (あいまいみー Ai Mai Mī) هي سلسلة مانغا، كتبها ورسمها تشوبورو نيوبومي.
وضبطت على شكل حلقات أنمي تلفزيونية.
تم إعلان عن الموسم الثاني في بدايات أبريل. وأعلن عن الموسم الثالث في نوفمبر 2016 وأستمر حتى يناير 2017 .

## قصة
القصة تحكي عن حياة أي، ماي، مي، وبونوكو-سينباي، اللتان تشكلان «نادي مانغا» حيث يقاتلن فضائيين غزات.

## شخصيات
أي أذكى فتاة في نادي.
ماي زميلة أي وصديقة طفولتها.
مي زميلة أي وصديقة طفولت ماي.
بونوكو-سينباي في مستوى أعلى من أخريات في نادي.